# Soncino
Soncino ist eine italienische Gemeinde mit 7532 Einwohnern (Stand 31. Dezember 2023) in der Provinz Cremona in der Lombardei und ist Mitglied der Vereinigung I borghi più belli d’Italia (Die schönsten Orte Italiens).

## Geographie
Die benachbarten Gemeinden sind Casaletto di Sopra, Cumignano sul Naviglio, Fontanella, Genivolta, Orzinuovi, Roccafranca, Ticengo, Torre Pallavicina und Villachiara.

## Geschichte
In Soncino starb am 1. Oktober 1259 der lange Zeit mit den Staufern bzw. Friedrich II. (HRR) verbündete Condottiere Ezzelino III. da Romano. Der Überlieferung nach wurde sein Leichnam „all'ombra del campanile“, im Schatten der Hauptkirche begraben.
Name und Ort Soncino sind auch für alle Zeit verbunden mit qualitativ hochstehenden hebräischen Druckerzeugnissen der frühesten Zeit. Soncino war eine Familie hebräischer Drucker, die Ende des 15. Jahrhunderts aus Deutschland in Italien eingewandert war, Josua Salomo Soncino, und sein Neffe Gerson ben Mose. Sie waren Schöpfer von Erstdrucken (Bibel, Gebetbuch …) und richtunggebenden Ausgaben. Papst Leo X. hatte zwar 1515 auf dem Laterankonzil eine Vorzensur für alle gedruckten Werke einführen lassen, diese aber gegenüber hebräischen Schriften liberal gehandhabt: So wurde in Venedig 1523 erstmals die babylonische Gemara gedruckt. Der jüdische Verleger Gerson ben Mose Soncino druckte außerdem zahlreiche Talmudausgaben und half aus Spanien geflohenen Juden. Diese Blütezeit ging unter Papst Paul III. im Jahr 1548 zu Ende.

## Sehenswürdigkeiten

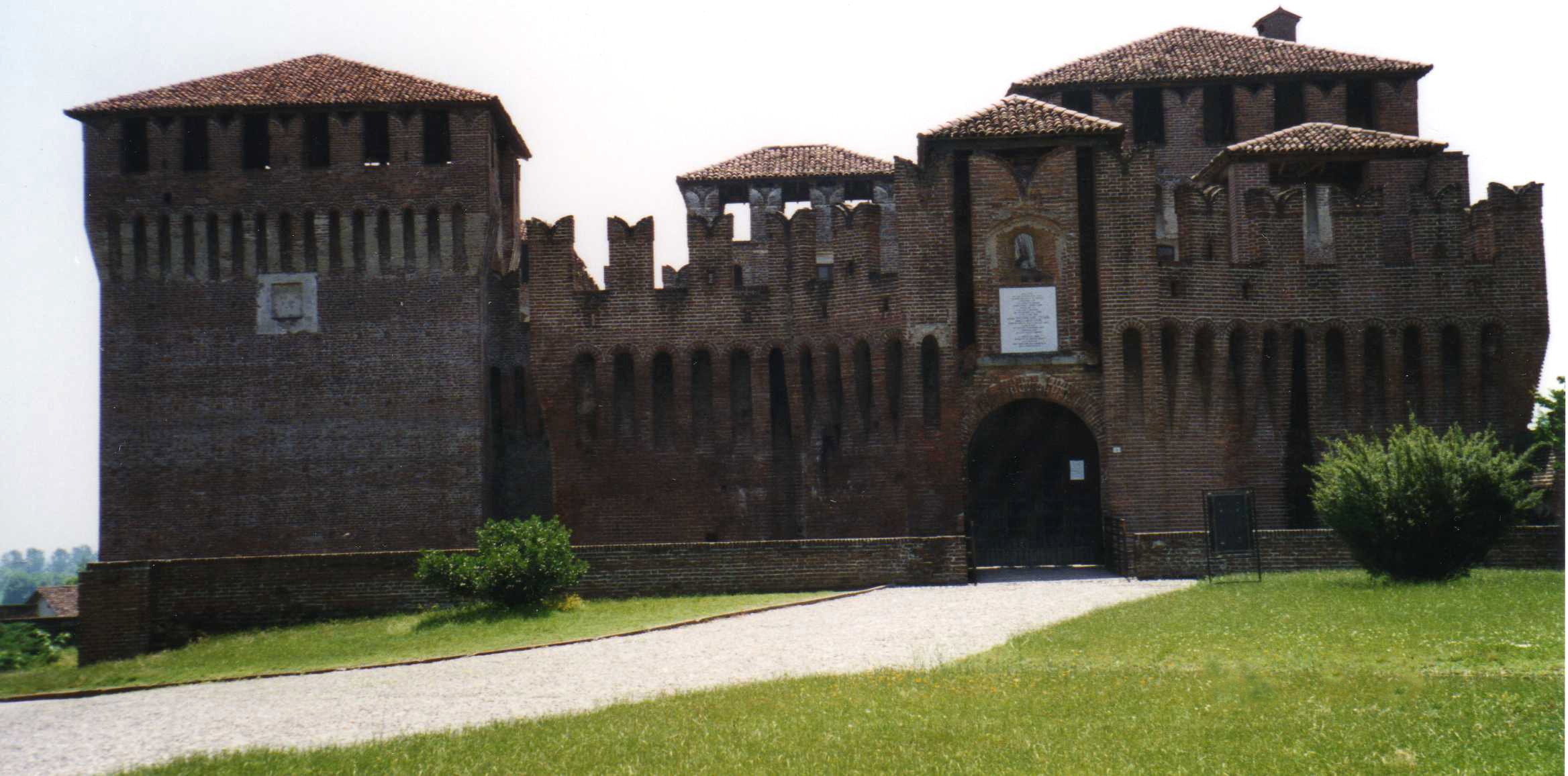
Die Rocca Sforzesca

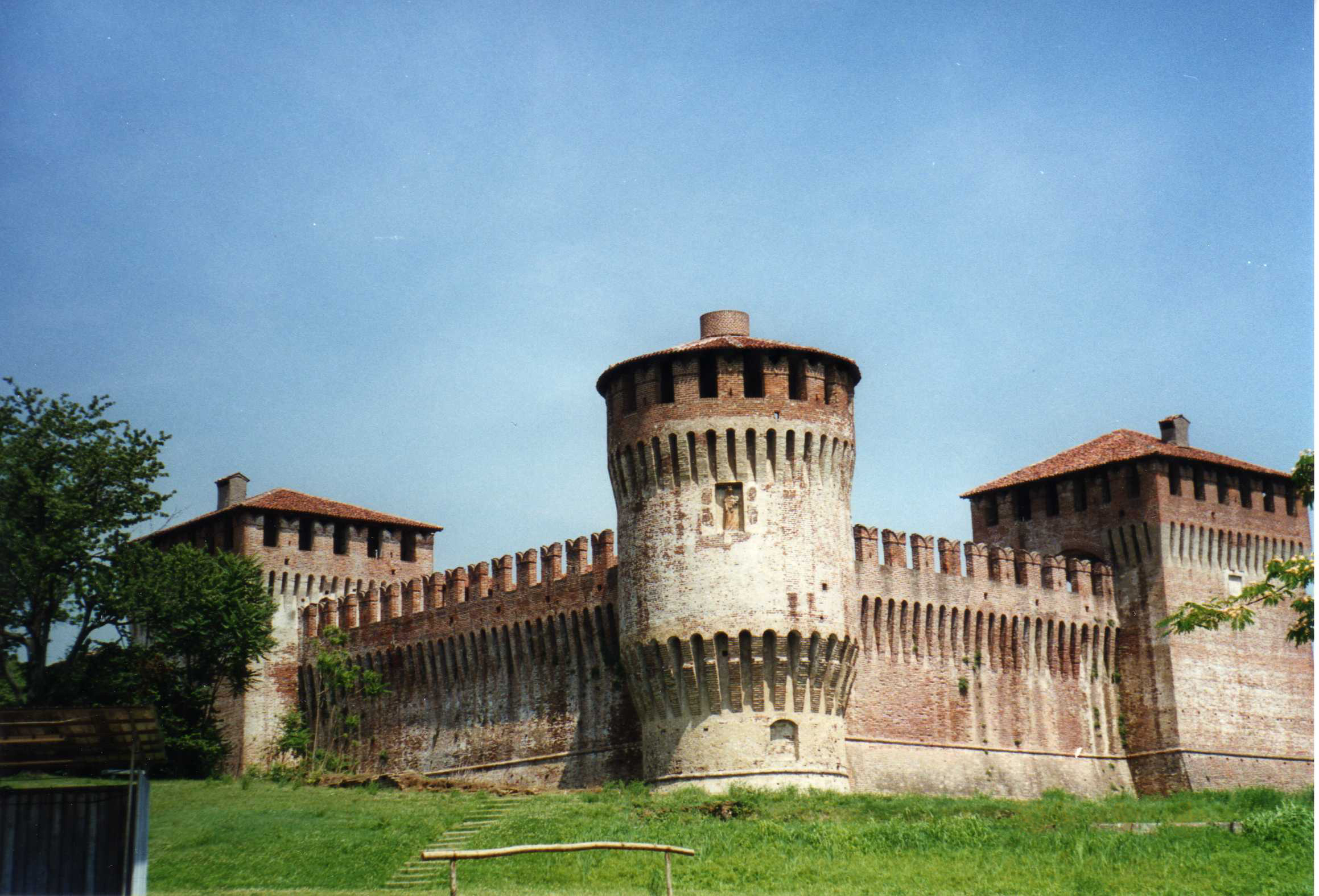
Die Rocca Sforzesca

Soncino ist ein historischer Ort, der noch vollständig von einer Stadtmauer aus dem 15. Jahrhundert umgeben ist. Ein bedeutendes militärisches Bauwerk ist die Rocca Sforzesca mit drei quadratischen und einem zylindrischen Turm. Die Rocca wurde im 19. Jahrhundert von dem Architekten und Kunsthistoriker Luca Beltrami renoviert.
Weitere Bauwerke sind:
- die Kirche San Giacomo mit einem ehemaligen Dominikaner-Konvent und einem schiefen, teilweise achteckigen Turm.
- die Pieve di S.Maria Assunta aus dem 12. Jahrhundert
- der Palazzo Comunale mit der Torre Civica;
- die Casa degli Stampatori, in der 1488 die erste vollständige hebräische Bibel mit vokalisiertem Text gedruckt wurde. Nach dieser Tradition und der gleichnamigen Druckerfamilie nannte sich ein jüdischer Verlag in London und New York Soncino Press; ebenfalls stammt daher der Name der deutschen Soncino-Gesellschaft der Freunde des jüdischen Buches e. V. (1924–1937) für Bibliophilie.
- das Art-Déco-Kino Cinema Astor in der Via Milano (zurzeit geschlossen)

## Ortsteile
Im Gemeindegebiet liegen neben dem Hauptort die Fraktionen Gallignano, Isengo und Villacampagna, sowie die Wohnplätze Cavagna di Sotto, Infonteno Bertoglio, Massimo, Portici, San Gabriele, San Michele und Zona Industriale.

## Veranstaltungen
- Jeden Oktober findet ein Dorffest rund um die hier typische Radice di Soncino (Blattzichorie) statt.

## Söhne und Töchter der Stadt
- Paula Elisabeth Cerioli (1816–1865), Ordensgründerin
- Giacomo Losi (1935–2024), Fußballspieler und -trainer
- Renato Cappellini (* 1943), Fußballspieler
- Mino Denti (* 1945), Radrennfahrer und Weltmeister im Radsport